# Dwór w Starej Hańczy
Dwór w Starej Hańczy – ruiny dworu wraz z parkiem w Starej Hańczy (powiat suwalski, województwo podlaskie).

## Historia

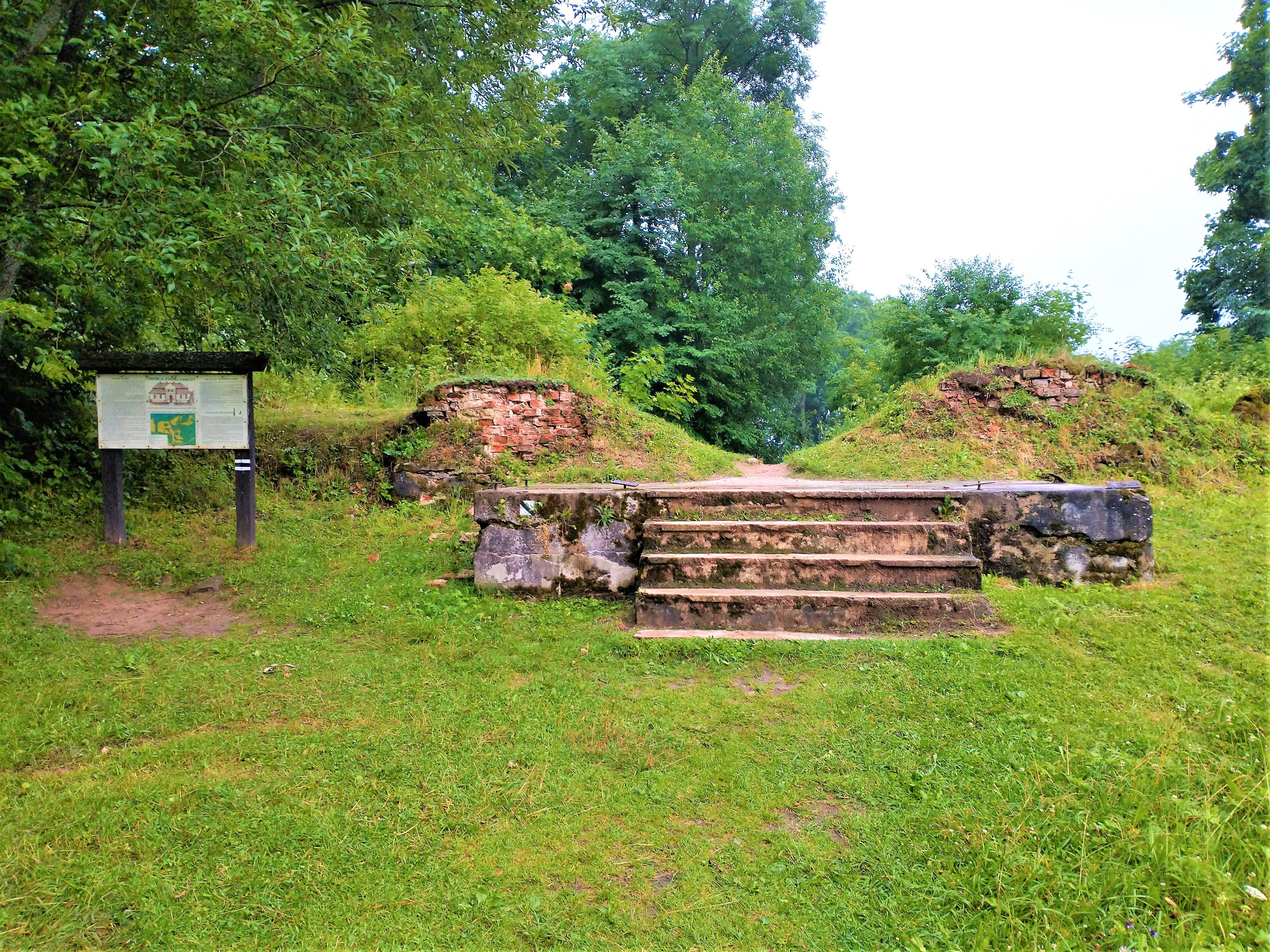
Pozostałości dworu (2021)

Pierwotnie tereny wsi zamieszkiwali Jaćwingowie. Pierwsze wzmianki o majątku Czarna Hańcza, obejmującego tereny północnej części obecnego Suwalskiego Parku Krajobrazowego, pochodzą z XVII wieku. Przebiegał tędy szlak handlowy doliną Czarnej Hańczy. Dwór usytuowano w miejscu z widokiem na jezioro Hańcza, ku któremu zbiegały ozdobne terasy. Teren dzieliła zachowana do dziś aleja lipowa. Budynki gospodarcze ulokowano na zachód od dworu. Stały tam zabudowania dla parobków, stajnie, browar, spichlerz i inne. Całość założenia uzupełniał ogród warzywny, trzy źródła wody pitnej i staw rybny. Przy dworze stała oficyna na kamiennej podmurówce, połączona z dworem drewnianym przejściem. Dwór miał trzy wyjścia: na północ (podwórko), na południe (ogród) i na zachód (oficyna).
Dwór powstał najprawdopodobniej w XVIII wieku. Był podpiwniczony i miał prostą bryłę osadzoną na wysokiej podmurówce z kamienia polnego. Kryty był polskim dachem łamanym. Na parterze miał pięć pokoi, sień, kuchnię i spiżarnię. Przebudowano go prawdopodobnie w XIX wieku. Dobudowano wówczas ryzality, uzyskując dwa dodatkowe pokoje na poddaszu. Od strony jeziora ryzalit posiadał ganek.
W 1831 doszło w parku do potyczki powstańców listopadowych z rosyjskim wojskiem. W trakcie działań I wojny światowej park był miejscem potyczki niemiecko-rosyjskiej. W wyniku walk zniszczeniu uległa część budynków gospodarskich, a sam dwór ostrzelano. Podczas II wojny światowej Niemcy umieścili w dworze leśnictwo. W 1945 zainstalował się tutaj posterunek milicji. W 1946 obiekt zniszczono z nieznanych do końca przyczyn (albo w ramach komunistycznej akcji likwidacji posiadłości, albo w wyniku nieszczęśliwego wypadku podczas pędzenia przez milicjantów bimbru). W 1988 park wpisano do rejestru zabytków. Ruiny dworu poddano konserwacji w latach 1995–1996 przy finansowym współudziale potomków właścicieli, Tomiry i Ingrid Buxell z USA.

## Własność
Kolejnymi właścicielami obiektu byli: 
- Stefan Lipnicki (dworzanin królewski),
- hrabiowie Scypion-Grabowscy (do 1803),
- książę Tomasz Bogumił Świętopełk-Mirski (poseł, powstaniec listopadowy, kolaborant, który miał, według lokalnej legendy, uciec przed carskimi żołnierzami poprzez dworskie piwnice),
- Beegerowie (rodzina warszawska, od początku XX wieku do 1946),
- niemieckie władze okupacyjne (leśnictwo, Beegerów usunięto z majątku),
- polski skarb państwa (Lasy Państwowe, Nadleśnictwo Suwałki),
- zarząd Suwalskiego Parku Krajobrazowego (od 1996)[1][3].

W 1920 majątek uległ parcelacji.